# Delfàcids
Els delfàcids (Delphacidae) són una família d'hemípters auquenorrincs de l'infraordre Fulgoromorpha amb més de 2.000 espècies, distribuïdes mundialment. Els delfàcids se separen d'altres insects pel prominent esperó en la tíbia de les potes posteriors. Totes les espècies són fitòfags, molts mengen pastures, i alguns són importants vectors de patògens de cereals.

## Gèneres
- Asiraca
- Calligypona
- Chloriona
- Conomelus
- Criomorphus
- Delphacinus
- Delphacodes
- Delphax
- Dicranotropis
- Ditropis
- Euconomelus
- Euides
- Eurybregma
- Eurysa
- Gravesteiniella
- Javesella
- Kakuna
- Kelisia
- Laodelphax
- Megamelodes
- Megamelus
- Muellerianella
- Muirodelphax
- Nothodelphax
- Oncodelphax
- Paradelphacodes
- Paraliburnia
- Prokelisia
- Ribautodelphax
- Stenocranus
- Stiroma
- Xanthodelphax